# Д’Антркасто (национальный парк)
Национальный парк Д’Антркасто (англ. D'Entrecasteaux National Park) — национальный парк в штате Западная Австралия, расположенный в 315 км к югу от столицы штата Перт. Площадь парка составляет 1187,79 км². Парк назван в честь французского адмирала и мореплавателя Жозефа Антуана де Брюни Д’Антркасто, который стал первым европейцем, исследовавшим этот район в 1792 году.

## Описание
Парк Д’Антркасто простирается на 130 км от Блэк-Пойнт на западе до Лонг-Пойнт на востоке и простирается вглубь страны на 20 км. Блэк-Пойнт состоит из базальтовых колонн, образовавшихся в результате лавового потока 135 млн лет назад. Интересной особенностью парка является дюна Йеагаруп, подвижная песчаная дюна длиной 10 км, найденная к западу от озера Джаспер.
Парк Д’Антркасто отличается разнообразием рельефов, включая пляжи, песчаные дюны, прибрежные скалы, прибрежные пустоши и участки эвкалиптового леса карри. Через парк протекают такие реки как Уоррен, Доннелли и Шеннон, впадающие здесь же в океан. В пределах парка находятся крупные экологически важные водно-болотные угодья, известные как Блэкуотер, и такие озера, как озеро Джаспер и озеро Йигэруп.
Броук-Инлет находится в границах парка в восточной части. Породы гнейсового основания выступают через мелководье, образуя небольшие острова во впадине.
Песчаный остров в Винди-Харбор является частью парка; это важное место гнездования морских птиц, здесь обитает до 300 тыс. пар бледноногих буревестников, что составляет значительную часть мировой популяции этого вида.

## Галерея

Национальный парк Д’Антркасто
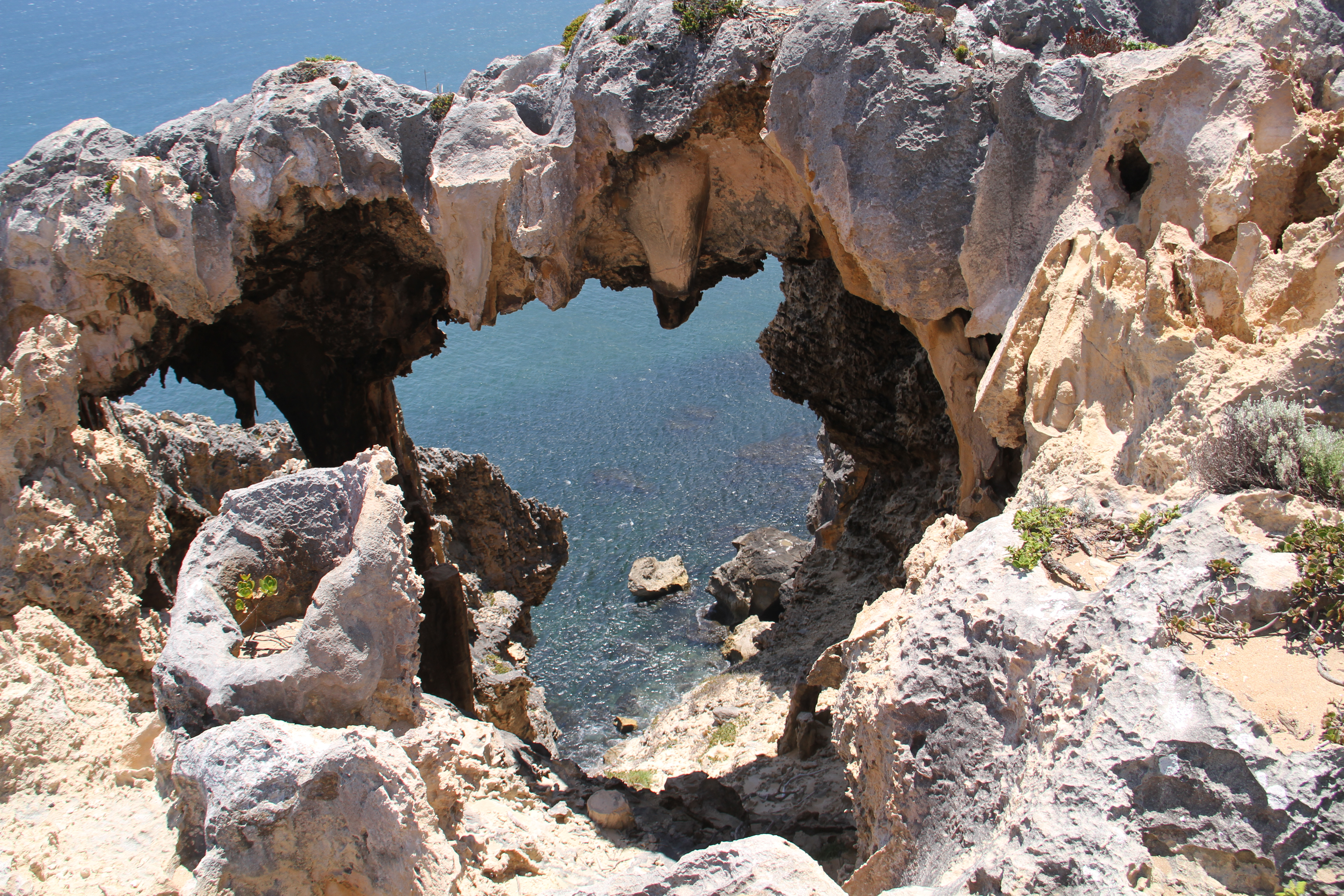
Песчниковые скалы на побережье
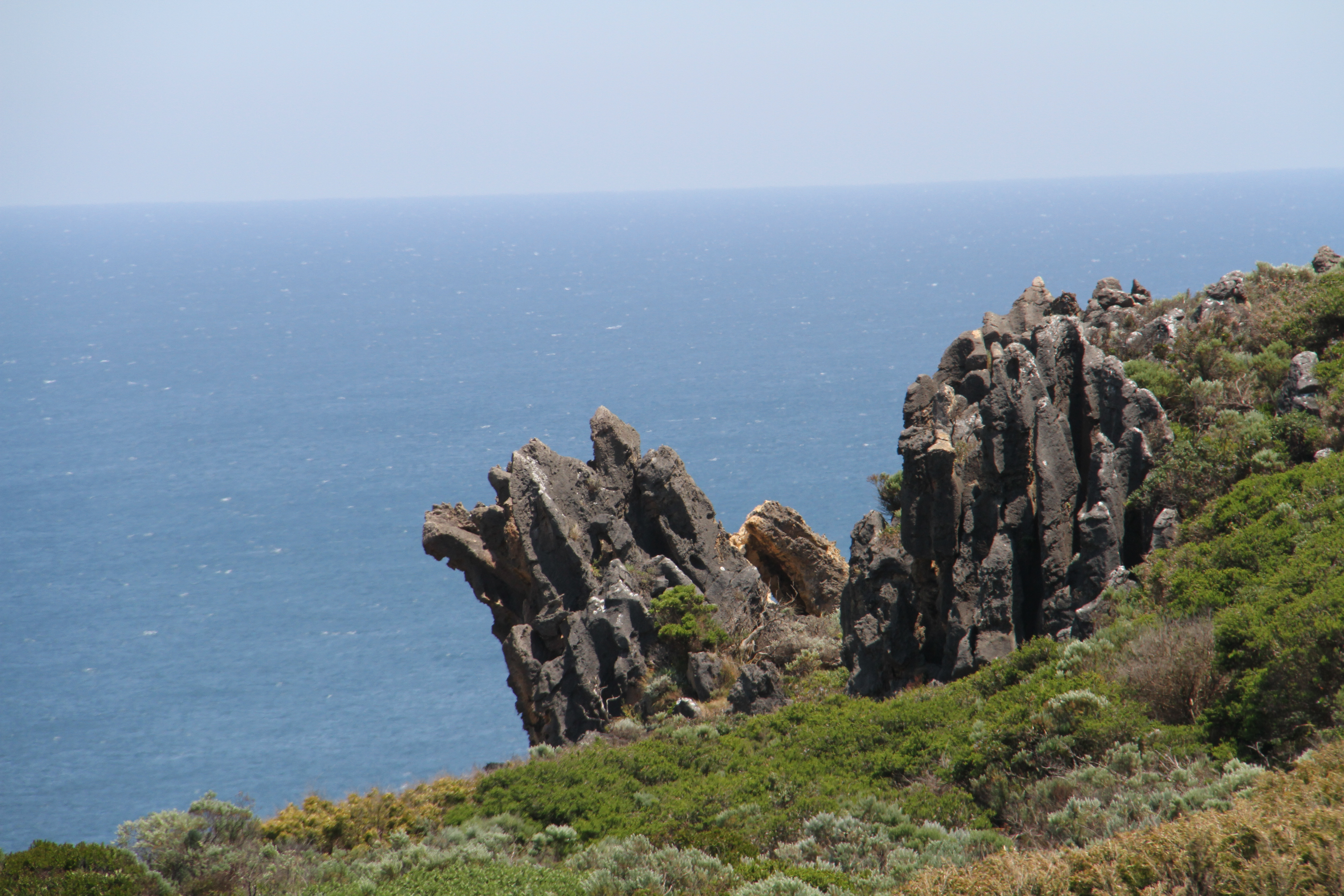
Базальтовые колонны
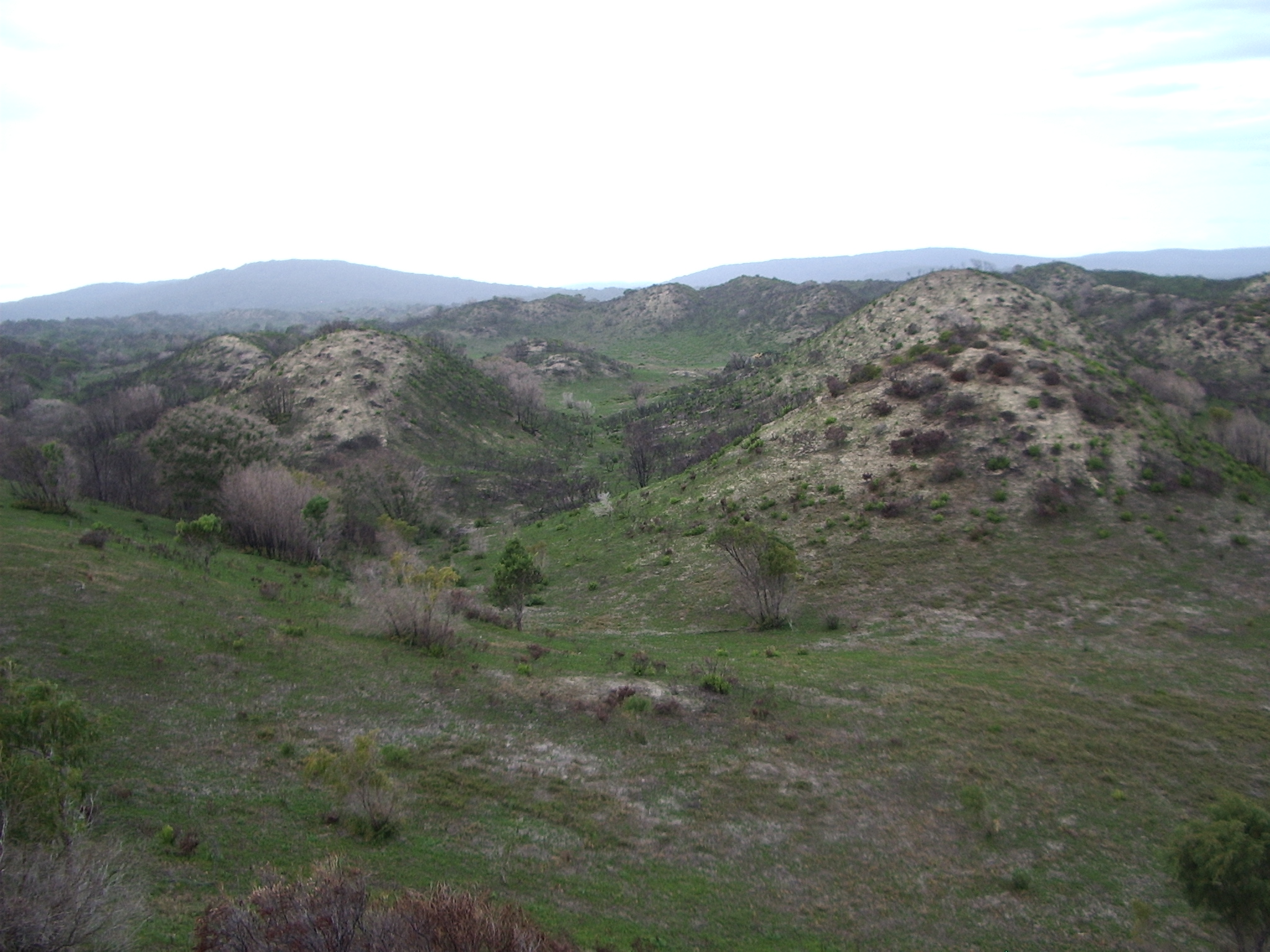
Дюны

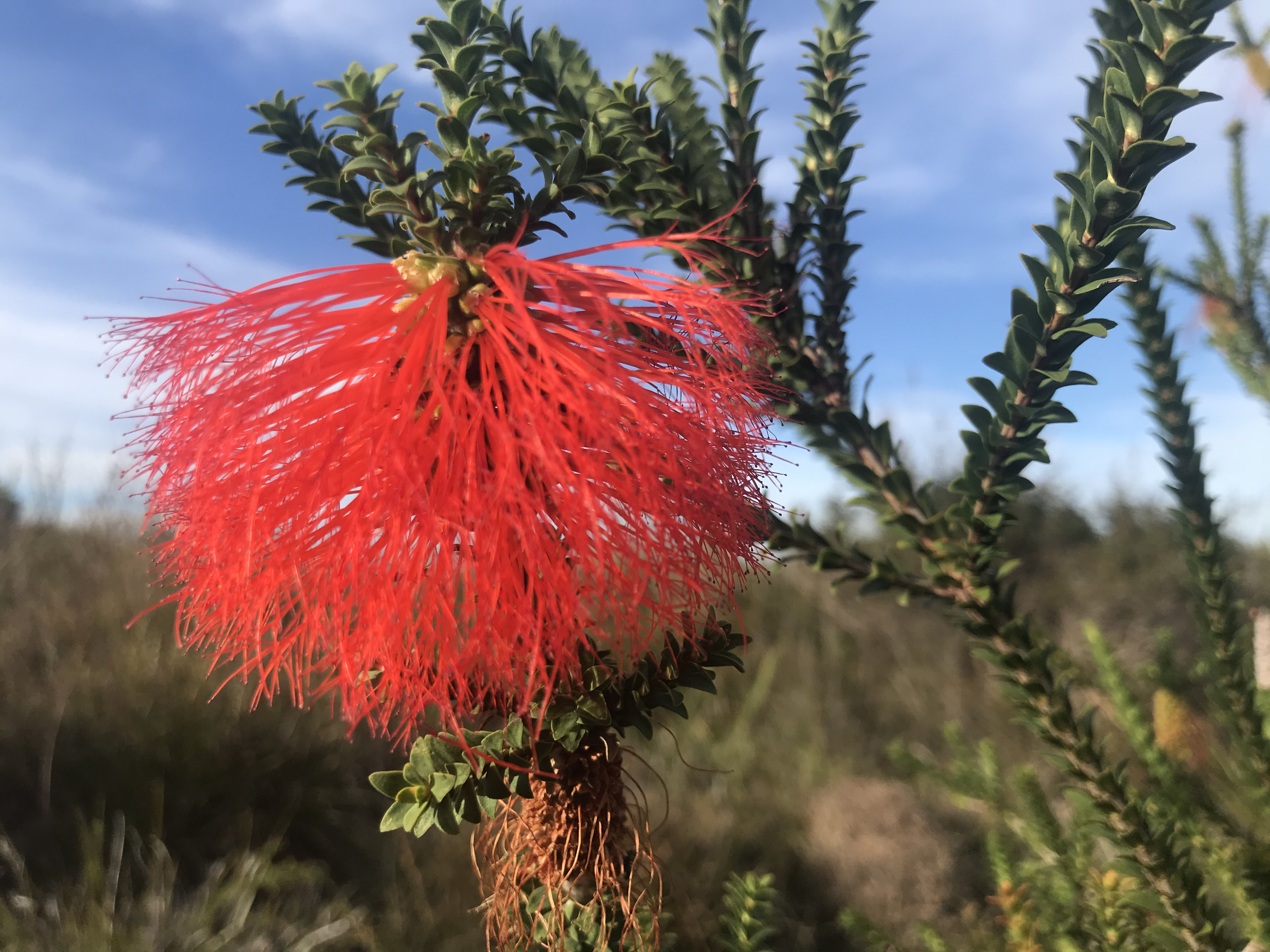
Beaufortia sparsa
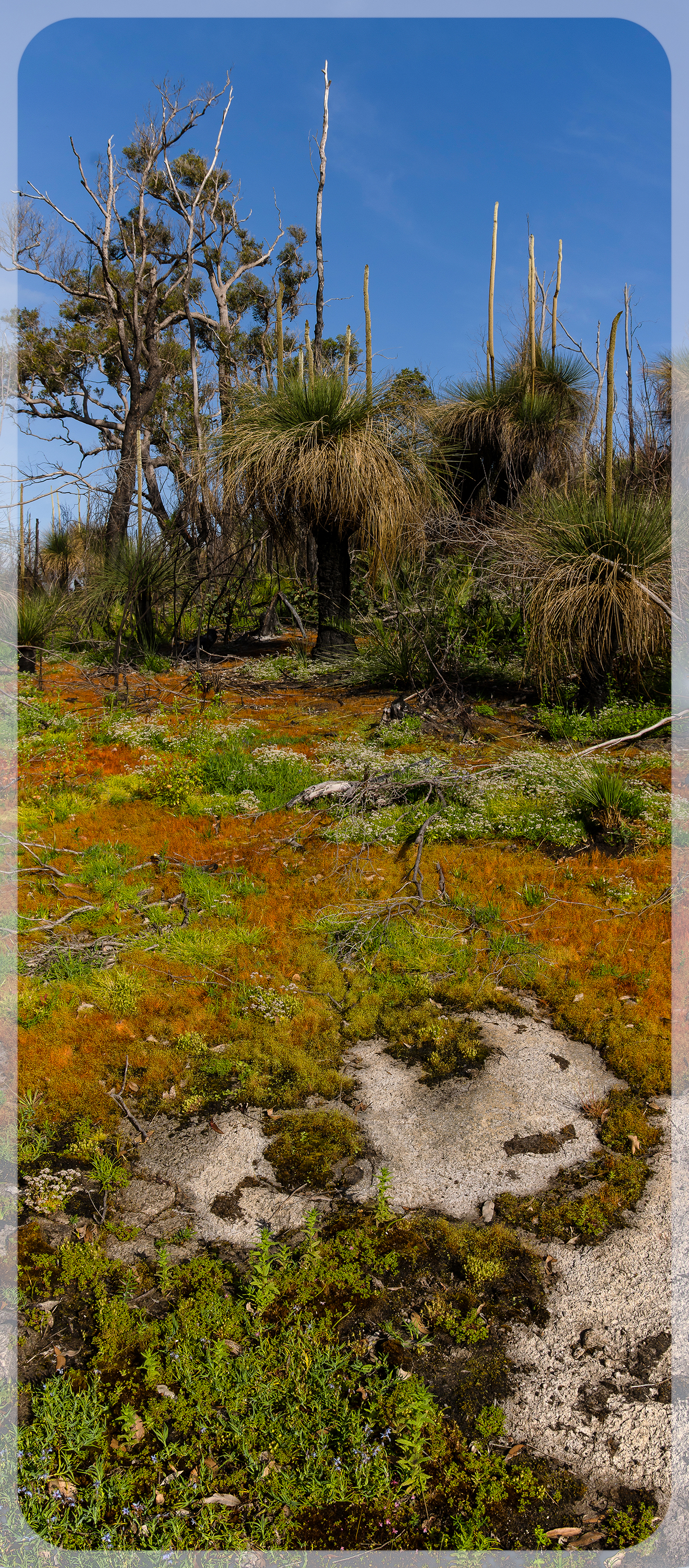
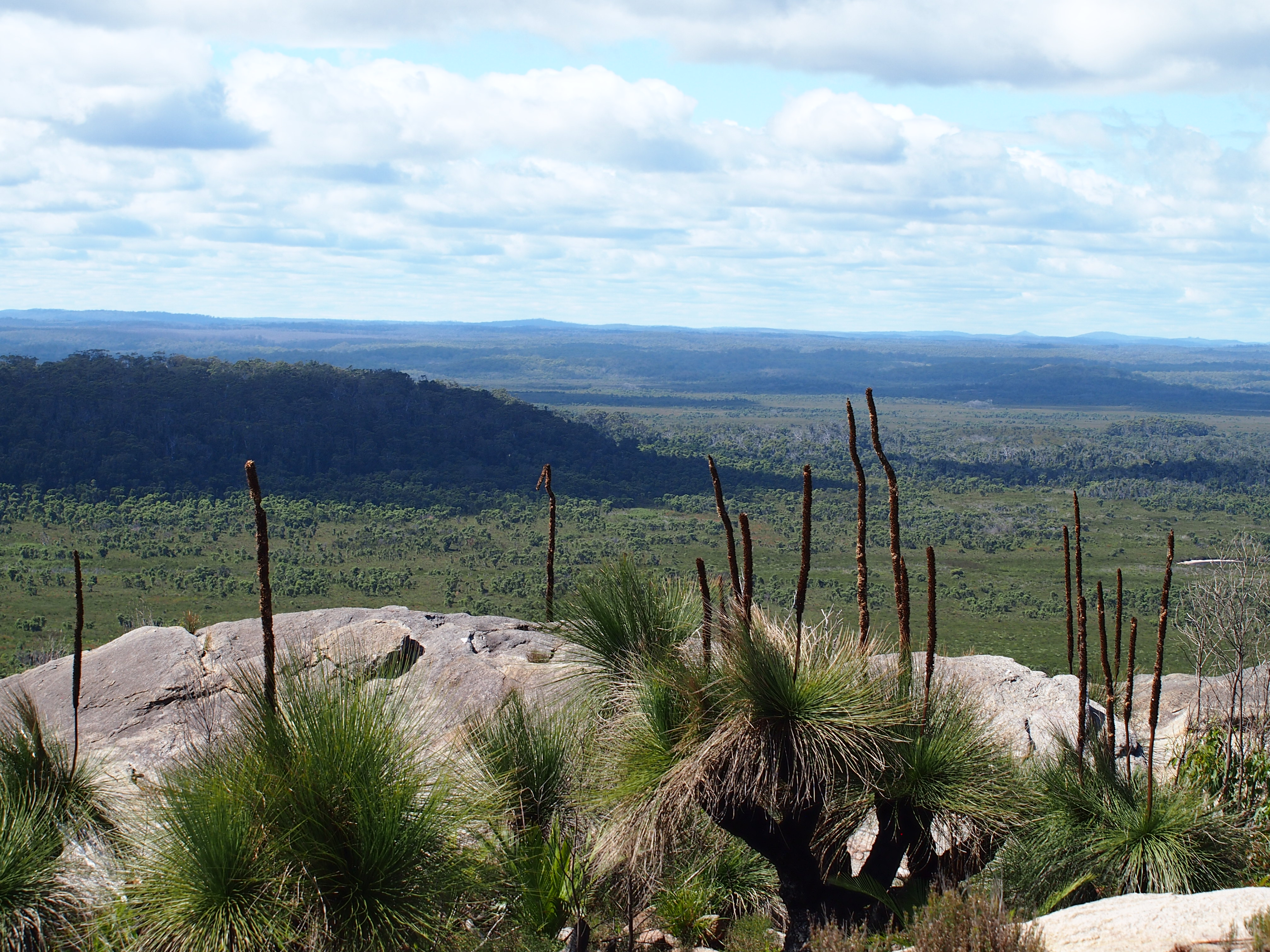
Гора Чудалуп